# جيمس هال (لاعب كرة قدم أمريكية)
جيمس هال (بالإنجليزية: James Hall)‏ هو لاعب كرة قدم أمريكية أمريكي، ولد في 4 فبراير 1977 في نيو أورلينز في الولايات المتحدة.

## وصلات خارجية
- جيمس هال على موقع مرجع كرة القدم المحترفة.كوم (الإنجليزية)